# Crilhon
Crilhon (en francès Crillon-le-Brave) és un municipi francès situat al departament de la Valclusa i a la regió de Provença – Alps – Costa Blava.

## Demografia
| 1962                                       | 1968 | 1975 | 1982 | 1990 | 1999 | 2006 |
| ------------------------------------------ | ---- | ---- | ---- | ---- | ---- | ---- |
| 82                                         | 134  | 171  | 265  | 370  | 398  | 434  |
| Des de 1962: població sense dobles comptes |      |      |      |      |      |      |

## Administració
| Període   | Identitat     | Partit |
| --------- | ------------- | ------ |
| 1947-1959 | Victor Roure  |        |
| 1959-1971 | Désiré Jean   |        |
| 1971-2008 | Yves Masclaux |        |
| 2008-     | Guy Girard    |        |